# Les Trésors de Satan
Les Trésors de Satan er en fransk stumfilm fra 1902 af Georges Méliès.